# Bunker nucléaire de Harnekop

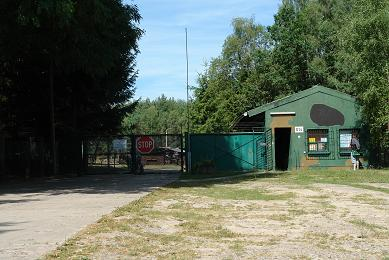
L'entrée du Bunker Harnekop

Le bunker nucléaire de Harnekop (Atombunker Harnekop) est un ancien bunker à l'épreuve des bombes atomiques situé dans le village de Harnekop à Prötzel, dans l'arrondissement de Märkisch-Oderland, dans le Brandebourg, en Allemagne. Construit sur une période de 5 ans à compter de 1971, cet édifice était le principal bunker du ministère de la Défense nationale est-allemand et de l'armée populaire nationale en cas d'attaque nucléaire contre le pays.

## Site
Le bunker a été construit dans le secret et a été camouflé pour ressembler à une station météorologique. Il consistait en un système de bunker en béton et en acier inoxydable, reposant sur des amortisseurs, de 7 500 mètres carrés répartis sur trois niveaux souterrains, de 63 × 40 mètres chacun, avec des murs de 3 mètres d'épaisseur et des plafonds de 7 mètres d'épaisseur. Il a été conçu pour permettre à l'armée est-allemande de fonctionner à partir de là après une guerre nucléaire, jusqu'à 455 hommes ayant pu survivre jusqu'à un mois.
Le bunker comprenait des installations de commandement et de contrôle pour le personnel des opérations, des salles de réunion, des salles pour les ministres, une cantine, une cuisine, des chambres à coucher et un centre médical. Il présentait également les systèmes et la technologie nécessaires à la survie dans un bunker isolé entouré de destructions, notamment l’approvisionnement en eau, la production d’électricité, le système de purification et de circulation de l’air, la régulation du climat et les systèmes de traitement des déchets.
Le bâtiment n'a pas été détecté par les services de renseignement de l'OTAN et a été révélé au public en 1990, le jour de la réunification de l'Allemagne.[réf. nécessaire]

## Musée
Le bunker est aujourd'hui protégé en tant que monument national et est ouvert aux visites sur rendez-vous.